# IC 5325
 IC 5325 ist eine  Balken-Spiralgalaxie vom Hubble-Typ SBbc im Sternbild Bildhauer am Südsternhimmel. Sie ist schätzungsweise 66 Millionen Lichtjahre von der Milchstraße entfernt.
Das Objekt wurde am 8. August 1897 von Lewis Swift entdeckt.